# Cactus and Succulent Specialist Group
Die Cactus and Succulent Specialist Group (kurz CSSG) ist ein 1984 gegründeter Zusammenschluss von Botanikern, Pflanzenliebhabern und Gärtnereibesitzern, die sich dem Erhalt und der nachhaltigen Nutzung der Kakteen und sukkulenter Pflanzen widmen. Die Gruppe ist Mitglied der Species Survival Commission (SSC) der International Union for Conservation of Nature and Natural Resources (IUCN). Héctor Manuel Hernández Macías (* 1954) ist Präsident der Gruppe und Wolfgang Hermann Stuppy (* 1966) ihr Sekretär.
Die Cactus and Succulent Specialist Group entstand im Rahmen einer Zusammenarbeit mit der für den Artenschutz zuständigen Bereiches der Internationalen Organisation für Sukkulentenforschung. Ihr erster Präsident war Edward Frederick Anderson. 1997 wurde der sogenannte „Aktionsplan“ publiziert, der sich ausführlich mit der Schutz der sukkulenten Arten in den Familien der Agavaceae, Aizoaceae, Aloaceae, Asclepiadaceae, Cactaceae, Crassulaceae, Euphorbiaceae und Portulacaceae beschäftigt.